# Marko Kilpi
Marko Tapio Kilpi (né le 19 mai 1969 à Rovaniemi) est un auteur de romans policiers, réalisateur de documentaires, policier et homme politique finlandais. 
Il est député du Parti de la coalition nationale pour la Circonscription de Savonie-Carélie depuis 2019.

## Ouvrages
- Jäätyneitä ruusuja. Nemo, 2007.  (ISBN 978-952-5613-48-3)
- Kadotetut. Gummerus, 2009.  (ISBN 978-951-20-7970-4)
- Konstaapeli Kontio : näkymätön vaara. Gummerus, 2010.  (ISBN 978-951-20-8217-9)
- Elävien kirjoihin. Gummerus, 2011.  (ISBN 978-951-20-8358-9)
- Kuolematon. Gummerus, 2013.  (ISBN 978-951-20-9307-6)
- Undertaker : kuolemantuomio, CrimeTime, 2017.  (ISBN 978-952-289-325-3)
- Undertaker : kuolemanenkeli, CrimeTime, 2018.  (ISBN 978-952-289-434-2)
- Undertaker : kuolemanlaakso, CrimeTime, 2019.  (ISBN 978-952-289-522-6)

## Prix et récompenses
- Prix Vuoden johtolanka, 2008
- Prix Savonia, 2012